# K-711

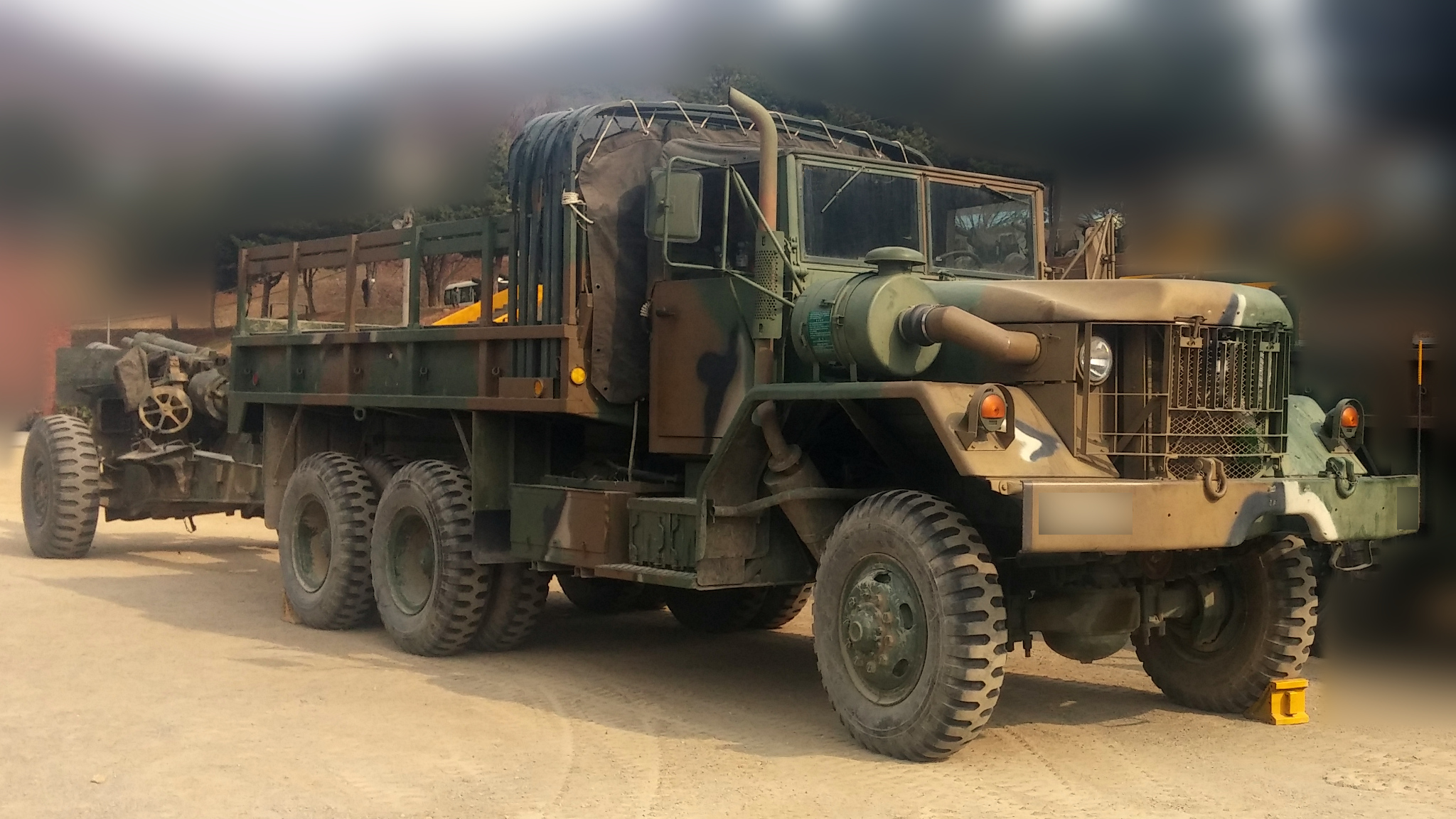
M114 곡사포를 견인 중인 K-711

K-711은 대한민국 국군의 군용 차량이다. 군용 5톤 (야전 기준, 포장도로에선 9070kg [9톤]) 트럭으로 인원 및 화물 수송한다. 미군의 M809를 베이스로 제작되었고, 50구경 기관포를 장착할 수도 있고 155mm 곡사포도 견인할 수 있다.

## 제원 (K-711 기본형)
- 제작사 : (주) 아시아자동차, (주) 기아자동차 (1998년 이후)
- 엔진 : 10,350cc 6기통 수냉식 디젤 엔진 (MAN D2156HM)
- 출력 : 236마력, 토크 : 84kg-cm2
- 트랜스미션 : 수동 전진 5단, 후진 1단
- 전원 : 24V
- 속도 : 최대 85km/h
- 항속거리 : 563km
- 최고등판능력 : 67%
- 길이 : 7,652mm
- 폭 : 2,477mm
- 높이 : 2,946mm
- 중량 : 9,722kg
- 탑재량 : 9,070kg